# Гордон, Мик (композитор)
Мик Го́рдон (англ. Mick Gordon; род. 9 июля 1985, Маккай) — австралийский композитор и саунд-дизайнер, пишущий музыку преимущественно для компьютерных игр.

## Биография
Майкл Джон Гордон родился 9 июля 1985 года в городе Маккай (Квинсленд, Австралия). Начал работу на Pandemic Studios, затем работал на MachineGames, id Software, Arkane Studios, Slightly Mad Studios. В 2010 году номинировался на «Золотую катушку» от организации Motion Picture Sound Editors в номинации «Лучший звуковой монтаж в компьютерных играх» за работу над игрой Need for Speed: Shift, но не выиграл награды.
В 2016 году Гордон создал музыку к научно-фантастическому шутеру от первого лица Doom, являющемуся продолжением игры 1993 года от id Software. За музыку к этой игре он получил ряд наград, в том числе награду церемонии награждения D.I.C.E. Awards в категории «Выдающееся достижение в сочинении музыки», награду фестиваля SXSW Gaming Awards в категории «Превосходство в музыке», награду церемонии награждения The Game Awards, а также номинировался на Премию Британской Академии в области видеоигр в категории «Лучшая музыка».
В 2023 году Гордон пожертвовал всю свою выручку с работы над проектом Atomic Heart в пользу акции помощи Австралийского Красного Креста для украинских пострадавших и беженцев.

## Компьютерные игры
- 2006 — Destroy All Humans! 2 — второстепенный саунд-дизайнер
- 2007 — Looney Tunes: Acme Arsenal[англ.] — второстепенный саунд-дизайнер
- 2007 — Nicktoons: Attack of the Toybots[англ.] — музыкальный продюсер, композитор
- 2008 — El Tigre: The Adventures of Manny Rivera[англ.] — гитара, композитор
- 2009 — Need for Speed: Shift — композитор
- 2009 — Marvel Super Hero Squad[англ.] — композитор
- 2010 — The Last Airbender — композитор
- 2010 — Need for Speed: World — композитор
- 2010 — Marvel Super Hero Squad: The Infinity Gauntlet[англ.] — композитор
- 2011 — F.E.A.R. 3 — второстепенная музыка
- 2011 — Cars 2 — барабаны
- 2011 — Need for Speed: The Run — второстепенная музыка
- 2011 — Shift 2: Unleashed — композитор
- 2011 — Marvel Super Hero Squad: Comic Combat[англ.] — композитор
- 2013 — Killer Instinct[англ.] — композитор
- 2014 — Wolfenstein: The New Order — композитор[5]
- 2015 — Wolfenstein: The Old Blood — композитор[6]
- 2015 — Project CARS — бас-гитара
- 2016 — Edge of Twilight[англ.] — главный саунд-дизайнер, звукорежиссёр
- 2016 — Doom — композитор[7]
- 2017 — Prey — композитор[8]
- 2017 — LawBreakers — композитор
- 2017 — Wolfenstein II: The New Colossus — композитор
- 2020 — Doom Eternal — композитор
- 2023 — Atomic Heart — композитор

## Фильмы
- 2007 — Постал / Postal — автор и исполнитель композиций One to Grow On и Requiem for an Orgy